# 스킴 (프로그래밍 언어)
스킴(Scheme)은 함수형 프로그래밍과 절차적 프로그래밍을 지원하는 다중패러다임 프로그래밍 언어로 리스프(LISP)의 방언(변종 언어)이다. 스킴은 1970년대에 가이 루이스 스틸 주니어(Guy Lewis Steele Jr.)와 제럴드 제이 서스먼(Gerald Jay Sussman)이 개발했다. 다른 LISP 방언과 비교할 때 단순함이 특징이다. 전통적인 LISP과 가장 큰 차이점은 동적 영역 규칙 대신 정적 영역 규칙을 사용하고 있다는 것이다. 반복문을 지원하지 않기 때문에 재귀함수를 이용하여 반복 계산을 처리한다. 따라서 대부분의 스킴 구현은 꼬리호출 최적화(tail-call optimization)를 수행한다.

## 구문과 의미
스킴 구문은 S식(S-expression)뿐이다. S식은 아톰(atom)이나 리스트(list) 중 하나이며 이 중에서 리스트는 공백으로 분리된 여러 S식을 괄호로 묶은 것이다. S식이 하나도 없는 리스트는 빈 리스트라고 하여 ()로 나타낸다. 함수 호출도 S식으로 나타낸다. 예를 들어 함수 호출 (f a1 a2 ... an)은 C 언어의 f(a1, a2, ..., an)에 해당한다고 볼 수 있다.
S식 (f a1 a2 ... an)는 함수 호출 결과 계산된 값을 의미하는데 이 함수 호출을 계산하는 방법은 먼저 함수 부분 f와 각 인수 a1부터 an까지 값을 구한 후에 함수 f를 인수에 적용하는 것이다. 이런 의미에서 스킴의 계산 모델을 ‘계산 후 적용 모델’(eval-apply model)이라고 부르기도 한다.
스킴에는 몇 가지 특수 구문이 존재하는데 이들 구문도 S식 형태를 이루고 있지만 특수한 방식으로 수행된다. 대표적인 특수 구문으로는 quote, cond, let, define, lambda가 있다. 차례로 간단히 설명하면 quote는 인수로 주어진 식의 값을 계산하지 않으며 cond는 이후 주어진 각 조건에 따라 다른 값을 계산한다. let은 지역 변수를 생성하며 define은 변수의 값을 정의한다. lambda가 스킴의 핵심이라고 할 수 있는데 함수 값을 정의하는 구문이다. 예컨대 인수 값의 두 배를 돌려주는 함수는 (lambda (n) (+ n n))으로 나타낼 수 있다.

## 변수
변수는 동적 선언형이고 그 범위는 define, let 표현 그리고 몇 가지 스킴 형태 내에서 정의된다. 최상위 수준에 정의된 변수를 전역 변수라 한다.

## 예제 프로그램
다음은 0 이상의 정수 n에 대하여 n!을 돌려주는 스킴 함수를 정의한 것이다.
```
 
(
define
 
fac

    
(
lambda
 
(
n
)

       
(
if
 
(
=
 
n
 
0
)

          
1

          
(
*
 
n
 
(
fac
 
(
-
 
n
 
1
))))))

```

## 같이 보기
- 래킷 (프로그래밍 언어)